# Enjambement
L'enjambement,     parola francese traducibile letteralmente come «scavalcamento» e resa in italiano con i termini inarcatura, spezzatura o anche accavalciamento, consiste nell'alterazione tra l'unità di verso e l'unità sintattica. Si tratta cioè di una figura retorica della sintassi o di un sintagma o anche di una parola causata dall'interruzione del verso, la quale induce un prolungamento del periodo logico oltre la pausa ritmica.
In pratica nel seguente esempio:
(Dante, Inferno, canto XXVI, vv. 101-102)
L'unità tra sostantivo (compagna) e attributo (picciola) è spezzata dall'interruzione del verso appunto: si tratta quindi di un enjambement.
L'enjambement è evidentemente un elemento che contribuisce a determinare il ritmo di una poesia; si verifica quando due parole della stessa frase che dovrebbero stare saldamente unite, vengono spezzate tra la fine di un verso e l'inizio di quello successivo. Divide solitamente gruppi sintattici come sostantivo e attributo, soggetto e predicato, predicato e complemento oggetto, sostantivo e complemento di specificazione, copula e predicato nominale, ecc.

## Esempi
Seguono alcuni esempi ripresi dal sito metrica-italiana.it:
Tra aggettivo e sostantivo
(Dante, Inferno, canto I, vv. 73-74)
Tra sostantivo e aggettivo
(Tasso, Gerusalemme liberata, X, 14, vv. 105-106)
Tra sostantivo e complemento di specificazione
(Dante, Purgatorio, XXXII, vv. 71-72)
Tra verbo e complemento oggetto
(Tasso, Gerusalemme liberata, XII, 66, vv. 3-4)
Tra complemento oggetto e verbo
(Foscolo, Dei Sepolcri, vv. 154-155)

## Caratteristiche e tipi
(Giorgio Agamben)
Enjambement significa "inarcatura" ed è la sfasatura che si produce tra due versi quando l'unità metrica (il verso) non coincide con un'unità sintattica e di senso. Questa cosiddetta "inarcatura" interessa due estremi del verso, quello terminale del primo e quello iniziale del secondo: l'estremo finale (l'inizio del secondo verso) si dice rejet, mentre l'estremo iniziale (la fine del primo verso) si dice contre-rejet. La terminologia è francese perché furono dei letterati francesi a inventare e usare, tra Cinquecento e Seicento, l'accezione metrica del vocabolo enjambement; la usò in particolare Nicolas Boileau, individuando la frequenza del fenomeno nella versificazione italiana e condannandola. La metrica francese tradizionale ignora infatti l'enjambement, mentre la poesia italiana ne fa un uso abbondante fin dalle origini.
Esso è avvertibile in quanto si distingue da una pausa linguistica alla fine del verso (come una pausa linguistica vera e propria, indicata da punteggiatura adeguata, per cui fine del verso e fine della frase coincidono; altresì come la giuntura tra due posizioni, separate generalmente da una virgola; infine, come l'inarcatura sintattica, cioè un incastro di proposizioni nello spazio di più versi, oppure la rottura dell'ordine naturale nello spazio di alcuni versi da essa interessati).

## Uso
Nel Cinquecento il Tasso, nel suo Discorso dell'Arte poetica, parlava di rompimento, ma malgrado si sia insistito anche nei secoli seguenti su questo termine, si è affermato definitivamente quello di enjambement. L'enjambement inizia a comparire già nel Cinquecento (ne è ritenuto inventore Angelo di Costanzo) per poi presentarsi sempre più spesso nell'Ottocento e nel Novecento.
A fare largo uso dell'enjambement sono gli autori del primo Cinquecento e in seguito anche Leopardi, Carducci della metrica barbara e soprattutto Pascoli. Da ultimo, le terzine di Pasolini sono piene di enjambement cui corrisponde quasi sempre una pausa forte dentro il verso:
(Pier Paolo Pasolini, Le ceneri di Gramsci)